# Могочинське міське поселення
Мого́чинське міське поселення (рос. Могочинское городское поселение) — міське поселення у складі Могочинського району Забайкальського краю Росії.
Адміністративний центр — місто Могоча.

## Історія
Станом на 2002 рік існували Могочинська міська адміністрація (місто Могоча, селища Медвежий Ключ, Пенькова, Роздольне) та Чалдонський сільський округ (село Чалдонка, селище Артеушка).

## Населення
Населення міського поселення становить 13400 осіб (2019; 13652 у 2010, 13788 у 2002).

## Склад
До складу міського поселення входять:
| Населений пункт       | Населення, осіб (2002) | Населення, осіб (2010) |
| --------------------- | ---------------------- | ---------------------- |
| Артеушка, селище      | 128                    | 94                     |
| Медвежий Ключ, селище | 0                      | -                      |
| Могоча, місто         | 13282                  | 13258                  |
| Пенькова, селище      | 8                      | 9                      |
| Роздольне, селище     | 25                     | 7                      |
| Чалдонка, село        | 345                    | 284                    |